# Anilios bituberculatus
Espèce
Synonymes
- Typhlops bituberculatus Peters, 1863
- Austrotyphlops bituberculatus (Peters, 1863)
- Ramphotyphlops bituberculatus (Peters, 1863)

Anilios bituberculatus est une espèce de serpents de la famille des Typhlopidae. 

## Répartition
Cette espèce est endémique d'Australie. Elle se rencontre au Victoria, en Nouvelle-Galles du Sud, au Queensland, dans le Territoire du Nord, en Australie-Occidentale et en Australie-Méridionale.

## Publication originale
- Peters, 1863 : Eine Übersicht der von Hrn. Richard Schomburgk an das zoologische Museum eingesandten Amphibien, aus Buchsfelde bei Adelaide in Südaustralien. Monatsberichte der Königlich Preussischen Akademie der Wissenschaften zu Berlin, vol. 1863, p. 228-236 (texte intégral).